# 社口 (臺中市神岡區)
社口，是臺灣臺中市神岡區的一個傳統地域名稱，位於該區南部偏東。相較於今日行政區，其範圍大致包括社口里不含東北端、社南里，以及大雅區上楓里東北端。

## 歷史
台灣清治末期至日治初期，社口地區為一街庄，稱為「社口庄」，隸屬於捒東上堡。該庄西北與北庄為鄰，東北與大社庄為鄰，東南邊為三角仔庄，南邊為花眉庄，西南邊為上楓樹腳庄，西邊為神崗庄。
1901年（日治明治三十四年）11月，全台廢縣廳改設二十廳，該庄隸屬於臺中廳。1903年（明治三十六年）6月，該庄編入「社口區」，仍隸屬於臺中廳。1909年（明治四十二年）10月，合併二十廳為十二廳，社口區隸屬不變。1920年（大正九年），全台地方制度大改正，廢十二廳改設五州二廳，該庄改制為「社口」大字，隸屬於臺中州豐原郡神岡庄。
戰後神岡庄改制為神岡鄉，隸屬於臺中縣，大字亦改制為村。1950年10月，中、彰、投分治，神岡鄉仍隸屬臺中縣。2010年12月，臺中縣市合併為直轄臺中市，神岡鄉改制為神岡區，村亦改制為里。

## 聚落
本地區發展較早的聚落為社口、西勢尾，在日治期初期的官方地圖上已有記載。此外，本地區尚有大竹圍、望寮、頂牛埔等聚落。

## 交通
國道1號又稱「中山高速公路」，是台灣西部兩條縱向高速公路之一，大致以北偏東—南偏西走經過社口地區東端，並在邊界處省道台10線交會口設有豐原交流道。由此可快速前往國道1號沿線各地。
省道台10線（民生路、中山路）是臺中港至豐原的幹道，大致以西南—東北走向轉西向東再轉西南西—東北東走向經過本地區中部偏南地帶。由該道路向西南可前往大雅、沙鹿、清水並止於省道台17線路口，向東北東可前往大社、社皮、豐原市區西側並止於省道台13線路口。
區道中78線（中山路）是神岡至社口的道路，其東側端點位於本地區中部偏南的省道台10線路口。由此向西北蜿蜒出境後，可前往北庄、神岡市區並止於西北側的區道中79線路口。
區道中82線（三社路）是社口至豐原的道路，其西側端點位於本地區中部偏南的區道中85線路口。由此向東南蜿蜒出境後，可前往三角子、車路墘、烏牛欄並止於省道台3線路口。
區道中85線（昌平路五段）是社口至東寶的道路，其北側端點位於本地區中部偏東南的省道台10線路口。由此向西南蜿蜒出境後，可前往花眉與上楓樹腳交界地帶、西員寶與馬崗厝交界地帶、西員寶、東員寶西南端並止於潭子與北屯區界。

## 學校
- 神岡國中
- 社口國小

## 文化資產
- 社口林宅（市定古蹟）

## 運動休閒
- 潭雅神自行車道